# Frank Charles Bunnell

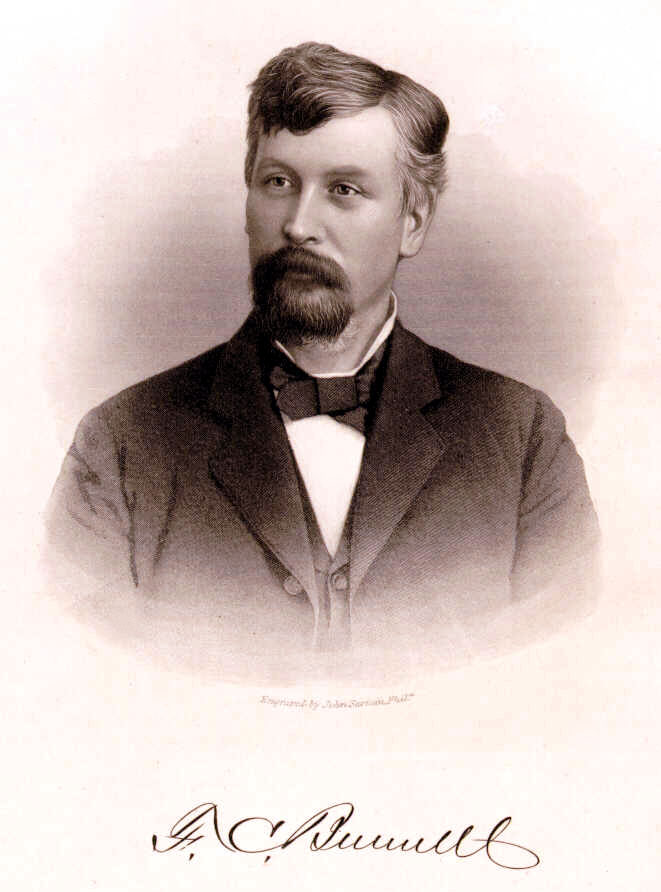
Frank Charles Bunnell

Frank Charles Bunnell (* 19. März 1842 im Luzerne County, Pennsylvania; † 11. September 1911 in Philadelphia, Pennsylvania) war ein US-amerikanischer Politiker. In den Jahren 1872 und 1873 sowie zwischen 1885 und 1889 vertrat er den Bundesstaat Pennsylvania im US-Repräsentantenhaus.

## Leben
Frank Bunnell besuchte die öffentlichen Schulen seiner Heimat und das Wyoming Seminary in Kingston. Während des Bürgerkrieges diente er zwischen 1861 und 1863 als Soldat im Heer der Union. Danach musste er aus medizinischen Gründen den Militärdienst quittieren. Zwischen 1864 und 1869 arbeitete er im Handel. Danach zog er nach Tunkhannock, wo er in der Landwirtschaft und im Bankgewerbe tätig war. Über 20 Jahre lang war er Vorsitzender der Wyoming County Agricultural Society. Politisch wurde er Mitglied der Republikanischen Partei. Im Jahr 1872 kandidierte er noch erfolglos für den Kongress.
Nach dem Rücktritt des Abgeordneten Ulysses Mercur wurde Bunnell bei der fälligen Nachwahl für den 13. Sitz von Pennsylvania als dessen Nachfolger in das US-Repräsentantenhaus in Washington, D.C. gewählt, wo er am 24. Dezember 1872 sein neues Mandat antrat. Bis zum 3. März 1873 konnte er die laufende Legislaturperiode im Kongress beenden. Im Jahr 1884 war er Ortsvorsteher und Kämmerer in Tunkhannock.
Bei den Wahlen des Jahres 1884 wurde Bunnell im 15. Wahlbezirk seines Staates erneut in das US-Repräsentantenhaus in Washington gewählt, wo er am 4. März 1885 die Nachfolge von George Adams Post antrat. Nach einer Wiederwahl konnte er dort bis zum 3. März 1889 zwei volle Legislaturperioden absolvieren. Im Jahr 1888 verzichtete er auf eine weitere Kandidatur. Nach seiner Zeit im US-Repräsentantenhaus zog sich Frank Bunnell aus der Politik zurück. Er starb am 11. September 1911 in Philadelphia und wurde in Tunkhannock beigesetzt.